# Швед Олена Миколаївна
Оле́на Микола́ївна Швед (нар. 6 березня 1954, Донецьк) — український хімік, фахівець в галузі органічної хімії, доктор хімічних наук. Завідувач кафедри органічної хімії Донецького національного університету (Вінниця), Заслужений вчитель України, Відмінник освіти України.

## Біографія
Народилася 6 березня 1954 року в Донецьку. 1976 року закінчила Донецький державний університет. У 1976—1979 роках навчалась в аспірантурі Донецького університету, після закінчення працювала молодшим науковим співробітником кафедри органічної хімії ДонДУ. 1982 року захистила дисертацію на здобуття ступеня кандидата хімічних наук за фахом «Органічна хімія» «Закономірності передачі електронних впливів в протяжних ароматичних системах.». У 1988—1992 роках — асистент кафедри органічної хімії ДонДУ, а з 1992 року — доцент кафедри органічної хімії ДонНУ. 2015 року захистила дисертацію на здобуття ступеня доктора хімічних наук за фахом «Органічна хімія» на тему «Ацидоліз та феноліз епіхлоргідрину в умовах каталізу органічними основами».

## Педагогічна діяльність
На кафедрі органічної хімії Донецького національного університету читає загальні курси «Органічна хімія», «Основи стереохімії» та спецкурси — «Термодинамічні та кінетичні аспекти хімічних процесів», «Кінетика та каталіз складних реакцій», «Методи планування синтезу органічних сполук», «Методика розв'язку розрахункових та практичних завдань на уроках хімії в школі».
З 1994 року викладацьку діяльність в університеті поєднувала з роботою вчителя в ліцеї Донецького університету. Член журі Всеукраїнських та Обласних олімпіад школярів з хімії. Член методичних комісій та журі Міжнародної Менделєєвської олімпіади та Всеукраїнської олімпіади студентів з хімії. Брала участь у програмі «Обдаровані діти». Підготувала призерів Міжнародних хімічних олімпіад, а також Менделєєвських і Соросівських хімічних олімпіад. За вагомий особистий внесок у розвиток національної освіти, підготовку переможців та призерів Міжнародних учнівських олімпіад Указом Президента України присвоєно звання Заслужений вчитель України, народжена нагрудним знаком МОН «Відмінник освіти України».

## Наукова діяльність
Сфера наукових інтересів О. М. Швед — дослідження каталітичних процесів розкриття оксиранового циклу нуклеофільними реагентами та створення функціональних полімерних матеріалів на основі оксиранових сполук.
Під її керівництвом захищено чотири кандидатські дисертації. Автор близько 200 публікацій, зокрема 1 монографія, 2 навчальних посібника з грифом МОН України, 15 авторських свідоцтв або патентів та значна кількість наукових статей.

## Основні публікації
- Нуклеофильное раскрытие оксиранового цикла в присутствии органических оснований. Реакционная способность / Монография // Е. Н. Швед, Ю. Н. Беспалько, М. А. Синельникова — Донецьк: ДонНУ, 2013—139 с.
- Конкурсні задачі з хімії та їх розв'язок / Розанцев Г. М., Ніколаєвський А.М, Швед О.М — Донецьк: Норл-Прес, 2004. — 190 с.
- Фізичні методи дослідження в хімії: навч. посібник для самостійної роботи / М.М Олійник., М.В Горічко., О.М Швед. та ін. — Донецьк: ДонНУ, 2013—182 с. (гриф МОН України).
- Статична та динамічна стереохімія / О. М. Швед, М. А. Сінельникова Ю. М. Беспалько Донецьк: ДонНУ, 2013—131 с. (гриф МОН).
- Acidolysis of epichlorohydrin by acetic acid in the presence of tetraethylammonium bromide [Текст] / V.V. Usachov, E. N. Shved // Mendeleev Commun. — 2002. — Р. 113—114.
- Perepichka I.V. Quantitative regularity in the epoxidation reaction of phenols by epichlorohydrine / Inna V. Perepichka, Elena N. Shved // Scripta Fac. Sci. Nat. Univ. Masaryk. Brun. — 1996. — Vol. 26, Chemistry. — Р. 15-19.
- Региоселективность ацидолиза хлорметилоксирана ароматическими кислотами в присутствии органических оснований / М. А. Синельникова, Е. Н. Швед // Журнал органической химии. — 2014. — Т. 50, №. 3. — С. 343—348.
- Швед Е. Н. Кинетический изотопный эффект и механизм каталитической реакции гидроксибензолов с эпихлоргидрином // Е. Н. Швед, И. В. Перепичка. — Теорет. и эксперим. химия. — 1998. — Т. 34, № 5. — С. 302—305.